# Julio Muñoz
Julio César Tovar Muñoz (ur. 26 kwietnia 1985) – kolumbijski zapaśnik w stylu klasycznym. Zajął 27 miejsce na mistrzostwach świata w 2007. Brązowy medalista igrzysk Ameryki Środkowej i Karaibów w 2006. Najlepszy na igrzyskach boliwaryjskich w 2005 i trzeci w 2013 roku.
Jego żoną jest zapaśniczka Jackeline Rentería.